# Adolf Robyns
Adolf Robyns (30 aprile 1887 – ...) è stato un calciatore belga, di ruolo difensore.

## Carriera
Esordisce in prima squadra con l'Anversa nella stagione 1901-1902, all'età di 14 anni; in particolare, la sua prima partita in prima squadra nel club (nonché unica presenza stagionale) è il pareggio per 3-3 sul campo dell'Antwerp Lyon's Club in una partita amichevole del 23 febbraio 1902. Dopo aver giocato una sola partita (sempre amichevole) anche nella stagione 1902-1903, nella stagione 1903-1904, all'età di 16 anni, esordisce in competizioni ufficiali, giocando una partita nella prima divisione belga. A partire dal campionato successivo diventa stabilmente titolare, disputando 14 delle 20 partite in programma in quella stagione; anche nelle annate seguenti, fino alla sospensione dei campionati dovuta alla prima guerra mondiale, continua a giocare con regolarità, totalizzando complessivamente ulteriori 135 presenze e 14 reti (5 delle quali nella stagione 1913-1914, la sua più prolifica in carriera) nella prima divisione belga. Nella stagione 1915-1916, complici gli eventi bellici, si trasferisce in Francia all'Olympique Marsiglia, dove segna 6 reti in 11 presenze in vari tornei disputati in periodo bellico al posto delle normali competizioni ufficiali. Al termine della guerra fa ritorno all'Anversa, con cui trascorre l'intera stagione 1918-1919 (la sua tredicesima nel club) senza però disputare ulteriori partite in competizioni ufficiali.